# Т-25
Т-25 — марка колёсного трактора, выпускавшегося в различных модификациях и на различных заводах с 1966 по 2019 год. Трактор предназначен для междурядной обработки пропашных культур, пахоты лёгких почв в садах и теплицах, для работы с косилкой, а также для мелких транспортных работ. Передние направляющие колёса уменьшенного диаметра. Привод только на задние колёса (4х2).

## Описание конструкции и модификаций
Тракторы Т-25А1 (базовая модель), Т-25А2 (тент), Т-25А3 (каркас безопасности) — это универсальные колёсные тракторы класса 0,6 с приводом на два задних колеса (новые могут быть и полноприводными). Они предназначены для предпосевной обработки почвы, посева, посадки овощей, ухода за посевами, междурядной обработкой овощных культур и садов, уборки сена и других сельскохозяйственных и транспортных работ. Они могут также использоваться для привода стационарных машин, погрузочно разгрузочных, дорожных и других работ.
Т-25А оборудован двухцилиндровым четырёхтактным дизельным двигателем воздушного охлаждения (Д21А), сухим однодисковым постоянно замкнутым сцеплением, механической реверсивной коробкой передач с двумя замедленными передачами переднего хода, задней навесной системой с возможностью установки автосцепки, гидрокрюка или маятникового прицепного устройства, задним валом отбора мощности. Конструкция трактора позволяет изменять агротехнический просвет, ширину колеи и переналаживать его для длительной работы задним ходом. Для привода стационарных машин может быть установлен приводной шкив, а для работы с полуприцепом — тормозной цилиндр.
В процессе совершенствования конструкции разработана модель Т-30А80, которая отличается от предшественника: двигателем (Д-120), приводом на все колёса (4х4), гидрообъёмным рулевым управлением, более комфортабельной кабиной.
Отличительной особенностью тракторов Т-25А было наличие отопителя кабины, работающего от гидравлической системы трактора. На более поздних модификациях после 1996 года отопитель работал от системы смазки двигателя. Многие трактористы использовали для отопления кабины тёплый воздух от системы охлаждения двигателя. Причиной неэффективной работы отопителя являлось то, что бак гидросистемы имел достаточно большой объём и находился снаружи трактора (по существу шло отопление окружающей среды, а не кабины). В процессе эксплуатации трактора был найден сравнительно простой способ улучшения работы отопителя кабины — необходимо добавить в схему системы отопления ещё одну трубку с двухпозиционным краном, соединив выход из радиатора со входом гидравлического насоса. В настоящее время трактор широко применяется в частных хозяйствах на работе в полях и на сенокосе.

## Изготовители
- Т-25 — Харьковский тракторный завод (1966—1972)
- T-25 — Владимирский тракторный завод (1972—1973)
- Т-25А — Владимирский тракторный завод (с 1972)[1].

## В культуре
Тротуароуборочная машина КО-718 на базе владимирского трактора Т-25/Т-30 снялась в финальной сцене художественного фильма «Кин-дза-дза!». Увидев её оранжевый проблесковый маячок, герои вспоминают свои приключения и узнают друг друга.

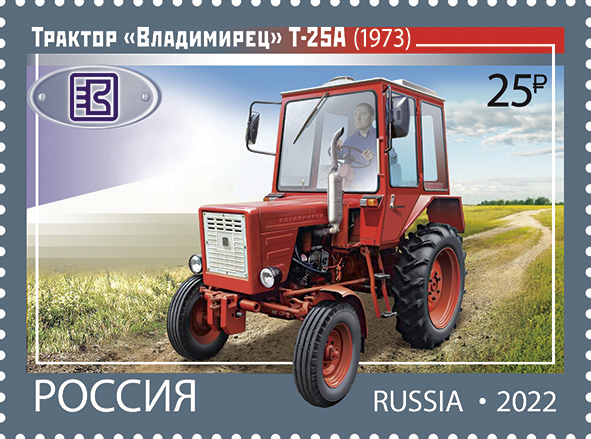
Почтовая марка
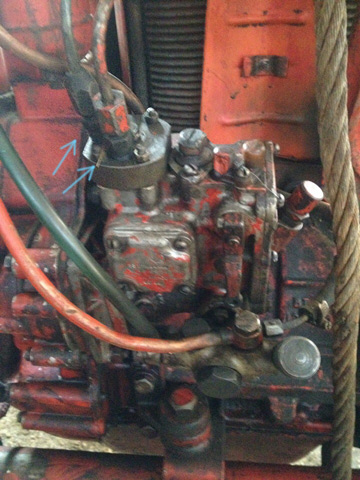
Распределительный ТНВД дизеля Д21А, по расположению штуцеров виден порядок работы цилиндров